# Barāvand-e Barīshāh
Barāvand-e Barīshāh (persiska: براوند بریشاه, Barīshāh-e Khūybār) är en ort i Iran.   Den ligger i provinsen Kermanshah, i den västra delen av landet, 500 km väster om huvudstaden Teheran. Barāvand-e Barīshāh ligger 1 737 meter över havet och antalet invånare är 295.
Terrängen runt Barāvand-e Barīshāh är huvudsakligen kuperad, men norrut är den bergig. Terrängen runt Barāvand-e Barīshāh sluttar österut. Runt Barāvand-e Barīshāh är det ganska tätbefolkat, med 60 invånare per kvadratkilometer. Närmaste större samhälle är Dūshmīān, 5,5 km nordost om Barāvand-e Barīshāh. Omgivningarna runt Barāvand-e Barīshāh är i huvudsak ett öppet busklandskap.